# Sinal de Munson
Sinal de Munson é um sinal médico que ocorre quando o paciente olha para baixo e sua pálpebra inferior é empurrada pela córnea em formato cônico.O sinal médico é característico de casos avançados de ceratocone e é causado pela córnea em forma de cone pressionando para dentro da pálpebra.
É nomeado após o oftalmologista americano Edwin Sterling Munson (nascido em 8 de maio de 1870 - morreu em 2 de fevereiro de 1958).